# قانون إقرار الدفاع الوطني
قانون إقرار الدفاع الوطني (بالإنجليزية: National Defense Authorization Act)‏ هو قانون فيدرالي للولايات المتحدة يحدد ميزانية ونفقات وزارة دفاع الولايات المتحدة. كما يصدر سنوياً قانون لكل سنة مالية يشمل أحكاماً أخرى.
أصدرت قاضية في محكمة جزئية في مانهاتن في 15 مايو 2012 يقضي بمنع الفقرة 1021 من القانون التي يرى معارضوها أنها تسمح بالاحتجاز العسكري بلا أجل مسمى بسبب نشاطات مثل نشر الأخبار أو النشاطات السياسية.
وتجري حالياً مناقشة مشروع القانون للسنة المالية 2013 في الكونغرس الأمريكي.